# Dave Parks
David Wayne Parks (Muenster, 25 dicembre 1941 – Austin, 8 agosto 2019) è stato un giocatore di football americano statunitense che ha giocato nel ruolo di wide receiver nella National Football League (NFL). Fu la prima scelta assoluta del Draft NFL 1964 da parte dei San Francisco 49ers. Al college giocò a football coi Texas Tech Red Raiders.

## Carriera professionistica
Parks fu la prima scelta assoluta del Draft 1964 da parte dei San Francisco 49ers. Nella sua stagione di debutto ricevette 703 yard segnando 8 touchdown e venne inserito nella formazione ideale dei rookie. La sua miglior stagione fu quella successiva in cui ricevette 1.344 yard e segnò 12 touchdown, entrambi primati in carriera, venendo inserito nella formazione ideale della stagione All-Pro. Nel 1968 passò ai New Orleans Saints e chiuse la carriera da professionista giocando un'unica stagione con gli Houston Oilers nel 1973.

## Palmarès
- Convocazioni al Pro Bowl: 3

1965, 1966, 1967
- All-Pro: 2

1965, 1966
- Leader della NFL in yard ricevute: 1

1965
- Leader della NFL in touchdown su ricezione: 1

1965
- College Football Hall of Fame

## Statistiche
| Partite totali         | 118   |
| Yard su ricezione      | 5.619 |
| Touchdown su ricezione | 44    |